# Estação Vila Madalena
A Estação Vila Madalena é uma estação da Linha 2–Verde do Metrô de São Paulo. Inaugurada em 1998, está localizada na Praça Américo Jacomino, com acesso  pela Rua Heitor Penteado. Tem interligação a um terminal de ônibus, e está situada entre os distritos de Pinheiros a sul e Perdizes a norte. É a estação final da Linha 2, em seu sentido oeste.

## História

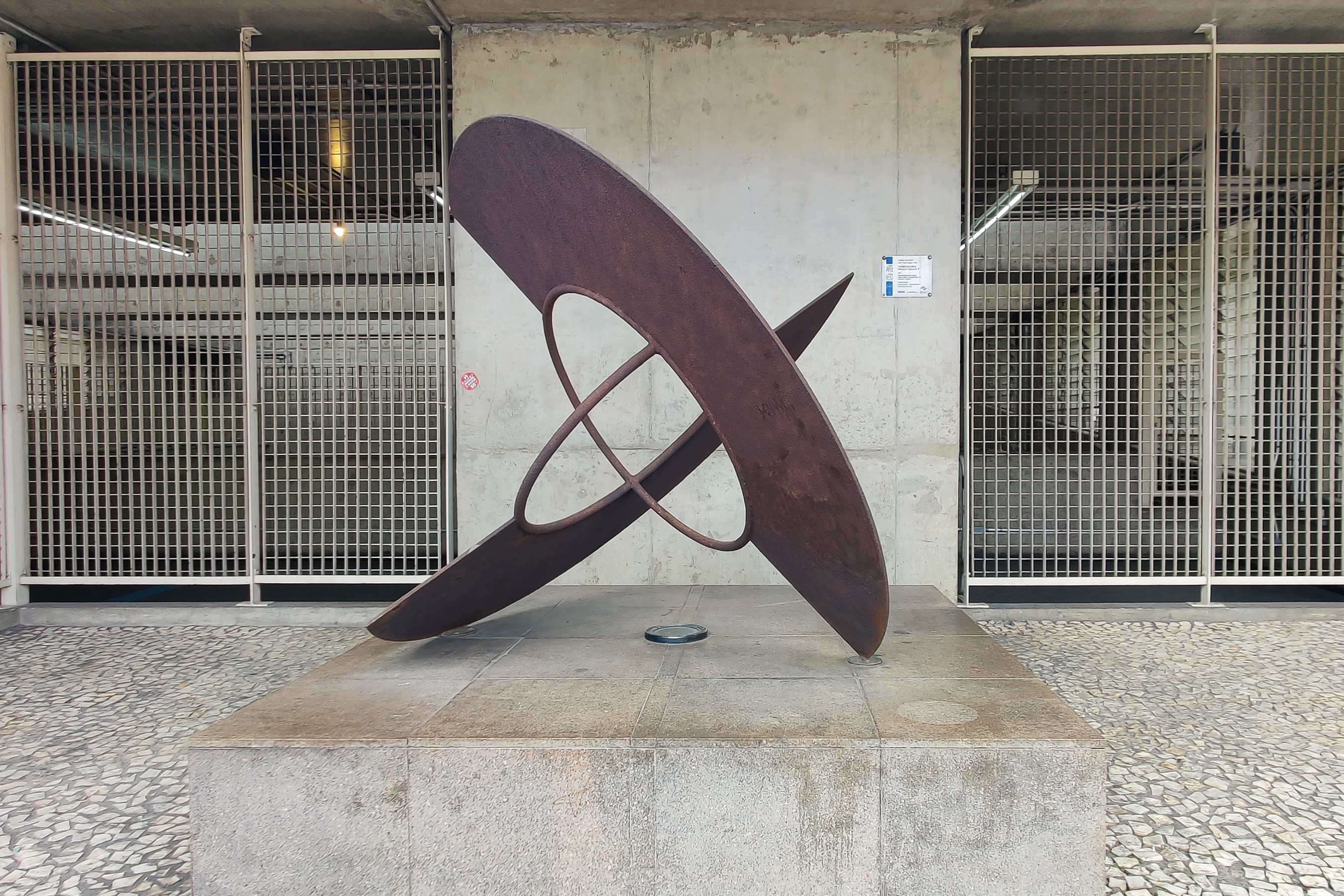
Homenagem a Galileu Galilei II (2007), escultura de Cleber Machado

As obras de escavação da Estação Vila Madalena foram iniciadas em 1989, pela construtora Constran S/A, embora seu contrato tenha sido assinado apenas em 1994. A previsão de conclusão da obra era de trinta a quarenta meses. As obras da estação sofreram sucessivas paralisações, sendo abandonadas em 1992. Nesse mesmo ano, os arquitetos João Toscano, Massayoshi Kamimura e Odiléa Toscano entregaram o projeto da estação para a Companhia do Metropolitano. Retomadas em 1995, as obras foram concluídas em outubro de 1998. Por causa das eleições, a estação foi inaugurada apenas em 21 de novembro de 1998.
Entre 28 de agosto de 2000 e 9 de setembro de 2011 a estação possuiu integração à Estação Cidade Universitária da Linha 9–Esmeralda do Trem Metropolitano, por meio do serviço da Ponte Orca.
Em 2008, foram contratadas obras de instalação de portas de plataforma, como parte do contrato de fornecimento de sinalização CBTC para as linhas 1, 2 e 3 do Metrô. Devido a atrasos, as obras foram iniciadas em meados de 2018 e concluídas em agosto de 2019. Em 29 de fevereiro de 2020, a estação passou a operar com o aparato em horário integral.

## Características

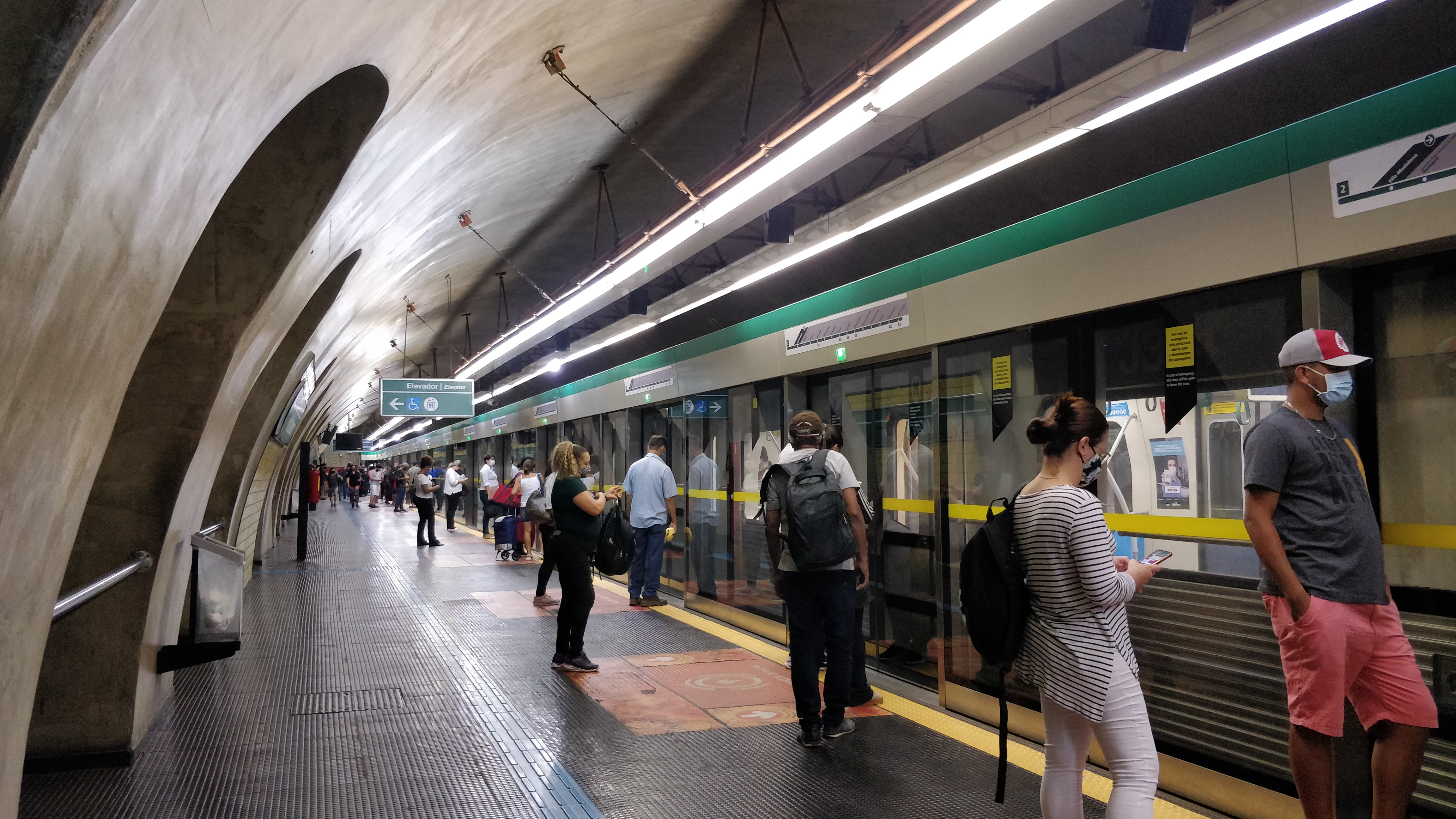
Plataforma da estação

Estação enterrada composta por mezanino de distribuição e plataformas laterais. Possui acesso para pessoas portadoras de deficiência.
A estação tem capacidade de até vinte mil passageiros por dia e área construída de 9,6 mil metros quadrados.

## Obras de arte
- Escultura instalada na Praça Américo Jacomino:
- Homenagem a Galileu Galilei II, Cleber Machado, escultura (2007), estrutura em aço corten, resina epóxi e granalha de aço (altura de dois metros).[14]

## Tabela
| Sigla | Estação       | Inauguração            | Capacidade                   | Integração               | Plataformas | Posição     | Notas                                      |
| ----- | ------------- | ---------------------- | ---------------------------- | ------------------------ | ----------- | ----------- | ------------------------------------------ |
| VMD   | Vila Madalena | 21 de novembro de 1998 | 20 mil passageiros hora/pico | Bilhete Único da SPTrans | Laterais    | Subterrânea | Estação com estrutura de concreto aparente |